# Globba globulifera
Globba globulifera är en enhjärtbladig växtart som beskrevs av François Gagnepain. Globba globulifera ingår i släktet Globba och familjen Zingiberaceae. Inga underarter finns listade i Catalogue of Life.